# Rio Feneş (Covasna)
O Rio Feneş (Covasna) é um rio da Romênia, afluente do Valea Mare, localizado no distrito de Covasna.